# Metritis
Metritis en endometritis zijn infecties van de uterus. Metritis heeft betrekking op het endometrium, de onderliggende klierweefsels en de spierlagen.
Endometritis heeft alleen betrekking op het endometrium en de onderliggende klierweefsels. Men gebruikt in de praktijk de term metritis zowel voor metritis als endometritis.
Klinische metritis kan voorkomen in acute en chronische vorm.
- De acute variant kan plotseling optreden en beïnvloedt in het algemeen de eetlust en melkproductie van het dier.
- Bij de chronische variant kan de ziekte over een langere periode optreden.

Klinische metritis kan men vaststellen door voelen via het rectum van het dier, als een toename van de grootte en dikte van de baarmoederwand. Er kan ook sprake zijn van een lossing van pus via de vagina, maar dit is niet altijd het geval.
De aandoening wordt veroorzaakt door micro-organismen: zowel bacteriën, virussen als protozoa. De besmetting van de baarmoeder kan op diverse wijzen gebeuren.
Alleen als de baarmoeder zelf geïnfecteerd is, kan men behandeling met antibiotica toepassen.